# Teobaldo Ciconi

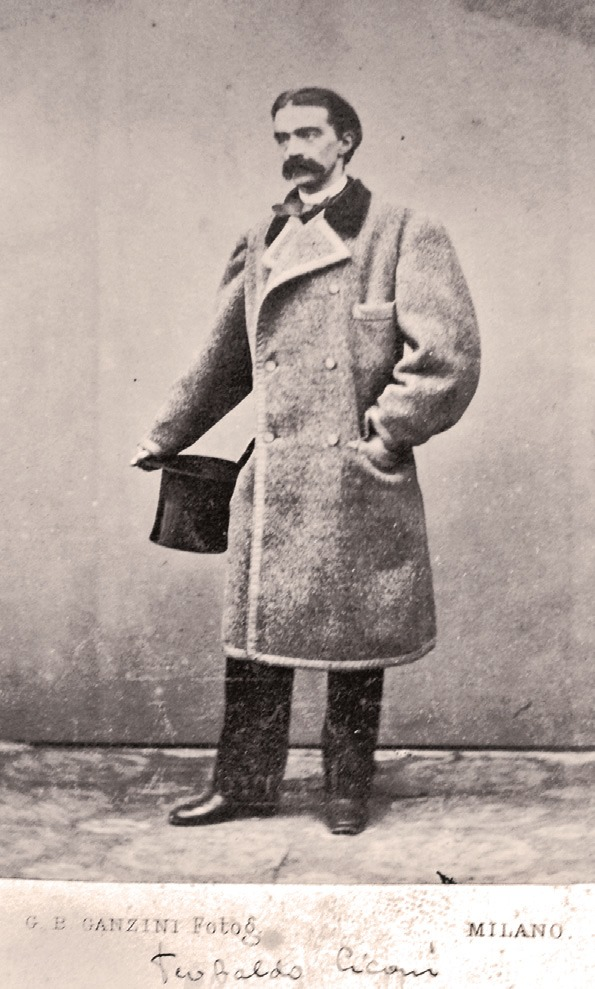

Teobaldo Ciconi, född den 20 december 1824 nära Udine, död den 27 april 1863 i Milano, var en italiensk lustspelsförfattare.
Ciconi försökte sig först, utan framgång, på tragedins och lyrikens områden, men beträdde med lustspelet Le pecorelle smarrite (1857, De skingrade fåren) det egentliga fältet för sin begåvning. Med stort bifall gick detta stycke över de flesta italienska skådebanor, 
och samma framgång rönte komedierna Il troppo tardi, I garibaldini, Le mosche bianche med flera. Även som publicist väckte Ciconi stor uppmärksamhet.